# Мужак
Мужак — покинутый населённый пункт, входящий в Серноводский район Чеченской Республики.

## История
Селение было покинуто ещё в годы Кавказской войны вследствие военных действий в его окрестностях. В 1925—1944 годах входило в состав ныне не существующего Галанчожского района ЧИ АССР. После возвращения из мест депортации чеченцам было запрещено возвращаться в свои исконные районы: Галанчожский, Шатойский и Итум-Калинский.

## География
Селение стояло у места слияния реки Фортанги и её правого притока, реки Мереджи, у подножия горного хребта Корелам. Ближайшие населённые пункты: на северо-западе (выше по течению Фортанги) — село Даттых, на северо-востоке (ниже по течению Фортанги) — село Мереджи, на западе — село Цечу ахкие. В окрестностях сохранились руины трёх комплексов боевых башен.